# Шворак В'ячеслав Петрович
В'ячеслав Петрович Шворак (19 квітня 1991, Ковель) — голова Ковельської районної ради з 30 листопада 2020 року.

## Біографія
В'ячеслав Шворак народився 1991 року в Ковелі. Після завершення навчання в Ковельській ЗОШ № 12 він у 2006 році вступив до Ковельського промислово-економічного коледжу ЛНТУ, який закінчив у 2010 році за спеціальностями технік-механік і бухгалтер. З 2010 року працював приватним підприємцем у сфері деревообробки. У 2013 році В'ячеслав Шворак закінчив Міжрегіональну академію управління персоналом за спеціальністю «облік і аудит». У 2015 році Шворак уперше обирається депутатом Ковельської районної ради від Радикальної партії. З 2016 по 2019 року В'ячеслав Шворак навчався у Тернопільському національному економічному університеті, де отримав кваліфікацію за спеціальністю «Публічне управління та адміністрування».
У 2020 році на виборах до районної ради новоствореного укрупненого Ковельського району В'ячеслав Шворак обраний депутатом районної ради від партії «За майбутнє». 30 листопада 2020 року на першій сесії новообраної ради В'ячеслав Шворак більшістю голосів (35 депутатів) обраний головою Ковельської районної ради.